# Богдан Зоя Львівна
Зоя Львівна Богдан — українська мисткиня, майстер витинанки. Член Національної спілки майстрів народного мистецтва України з 2004 року.

## Біографія
Народилася в березні 1961 року у Полтаві. За фахом інженер-конструктор. Займається різними видами декоративного мистецтва, але найбільшого успіху досягла в техніці витинанки. Витинанками оформлено багато книжкових видань.
Працює у Центрі творчості дітей та юнацтва Галичини, методист і керівник групи «Равлик».

## Виставки
Учасниця обласних, всеукраїнських та міжнародних виставок:
- Персональна виставка в м. Лежайську, Польща.
- 1998 р. — міжнародні виставки в Нью-Йорку, Філадельфії (США)
- 2000 р. — Палац мистецтв, м.Львів
- 2001 р. — всеукраїнська виставка у м.Київ
- 2002 р. —  виставки у Варшаві та Перемишлі (Польща)
- 2005 р. — виставка у Кракові і Ясло (Польща)
- 2007 р. — у Стокгольмі (Швеція).

Мешкає у Львові.